# Opération Julie
L’opération Julie était une enquête de la police britannique sur la production de LSD par deux réseaux de drogue dans les années 1970. L'opération, impliquant 11 forces policières, dura 2 ans et demi, en faisant l'une des opérations de lutte contre la production de LSD les plus grandes au monde. Elle prit fin en 1977 avec suffisamment de LSD pour faire 6,5 millions de doses saisies, 120 personnes arrêtées en France et au Royaume-Uni et 800 000 livres sur des comptes bancaires suisses,.

## Sources
- (en) Cet article est partiellement ou en totalité issu de l’article de Wikipédia en anglais intitulé « Operation Julie » (voir la liste des auteurs).